# 白细胞介素-5
白细胞介素-5（缩写IL-5）是一种细胞因子，由人类基因 IL5 编码，常由II型輔助性T細胞（Th2）和肥大细胞分泌，结合细胞表面的白细胞介素-5受体后发挥作用。